# Olympische Sommerspiele 2016/Teilnehmer (Luxemburg)
| Gelbes Symbol für Goldmedaillen mit stilisierten Olympischen Ringen | Graues Symbol für Silbermedaillen mit stilisierten Olympischen Ringen | Braundes Symbol für Bronzemedaillen mit stilisierten Olympischen Ringen |
| ------------------------------------------------------------------- | --------------------------------------------------------------------- | ----------------------------------------------------------------------- |
| —                                                                   | —                                                                     | —                                                                       |

Luxemburg nahm an den Olympischen Spielen 2016 in Rio de Janeiro teil. Es war die insgesamt 24. Teilnahme an Olympischen Sommerspielen. Das Comité Olympique et Sportif Luxembourgeois nominierte zehn Athleten – fünf Männer und fünf Frauen – für insgesamt fünf Sportarten.

## Teilnehmer nach Sportarten

### Leichtathletik
Laufen und Gehen 
| Athleten         | Wettbewerb | Runde 1     | Runde 1 | Halbfinale    | Halbfinale    | Finale        | Finale        | Rang |
| Athleten         | Wettbewerb | Zeit        | Rang    | Zeit          | Rang          | Zeit          | Rang          | Rang |
| ---------------- | ---------- | ----------- | ------- | ------------- | ------------- | ------------- | ------------- | ---- |
| Frauen           |            |             |         |               |               |               |               |      |
| Charline Mathias | 800 m      | 2:09,30 min | 58      | ausgeschieden | ausgeschieden | ausgeschieden | ausgeschieden | 58   |
| Männer           |            |             |         |               |               |               |               |      |
| Charles Grethen  | 800 m      | 1:48,93 min | 38      | ausgeschieden | ausgeschieden | ausgeschieden | ausgeschieden | 38   |

### Radsport

#### Straße
| Athleten          | Wettbewerb       | Zeit          | Rang          |
| ----------------- | ---------------- | ------------- | ------------- |
| Frauen            |                  |               |               |
| Chantal Hoffmann  | Straßenrennen    | nicht beendet | nicht beendet |
| Christine Majerus | Straßenrennen    | 3:56:34 h     | 18            |
| Christine Majerus | Einzelzeitfahren | 48:16,17 min  | 22            |
| Männer            |                  |               |               |
| Fränk Schleck     | Straßenrennen    | 6:13:36 h     | 20            |

### Schwimmen
| Athleten            | Wettbewerb     | Vorlauf     | Vorlauf | Halbfinale    | Halbfinale    | Finale        | Finale        | Rang |
| Athleten            | Wettbewerb     | Zeit        | Rang    | Zeit          | Rang          | Zeit          | Rang          | Rang |
| ------------------- | -------------- | ----------- | ------- | ------------- | ------------- | ------------- | ------------- | ---- |
| Frauen              |                |             |         |               |               |               |               |      |
| Julie Meynen        | 50 m Freistil  | 25,12 s     | 26      | ausgeschieden | ausgeschieden | ausgeschieden | ausgeschieden | 26   |
| Julie Meynen        | 100 m Freistil | 55,09       | 25      | ausgeschieden | ausgeschieden | ausgeschieden | ausgeschieden | 25   |
| Männer              |                |             |         |               |               |               |               |      |
| Laurent Carnol      | 100 m Brust    | 1:00,88 min | 27      | ausgeschieden | ausgeschieden | ausgeschieden | ausgeschieden | 27   |
| Laurent Carnol      | 200 m Brust    | 2:11,94 min | 21      | ausgeschieden | ausgeschieden | ausgeschieden | ausgeschieden | 21   |
| Raphaël Stacchiotti | 100 m Freistil | 50,79 s     | 47      | ausgeschieden | ausgeschieden | ausgeschieden | ausgeschieden | 47   |
| Raphaël Stacchiotti | 200 m Lagen    | 2:00,21 min | 21      | ausgeschieden | ausgeschieden | ausgeschieden | ausgeschieden | 21   |
| Raphaël Stacchiotti | 400 m Lagen    | 4:20,37 min | 23      | –             | –             | ausgeschieden | ausgeschieden | 23   |

### Tennis
| Athleten      | Wettbewerb | 1. Runde       | 1. Runde        | 2. Runde           | 2. Runde | Achtelfinale          | Achtelfinale | Viertelfinale | Viertelfinale | Halbfinale    | Halbfinale    | Finale        | Finale        |
| Athleten      | Wettbewerb | Gegner         | Ergebnis        | Gegner             | Ergebnis | Gegner                | Ergebnis     | Gegner        | Ergebnis      | Gegner        | Ergebnis      | Gegner        | Ergebnis      |
| ------------- | ---------- | -------------- | --------------- | ------------------ | -------- | --------------------- | ------------ | ------------- | ------------- | ------------- | ------------- | ------------- | ------------- |
| Männer        |            |                |                 |                    |          |                       |              |               |               |               |               |               |               |
| Gilles Müller | Einzel     | Jerzy Janowicz | 5:7, 6:1, 7:610 | Jo-Wilfried Tsonga | 6:4, 6:3 | Roberto Bautista Agut | 4:6, 6:74    | ausgeschieden | ausgeschieden | ausgeschieden | ausgeschieden | ausgeschieden | ausgeschieden |

### Tischtennis
| Athleten   | Wettbewerb | 1. Runde          | 1. Runde | 2. Runde    | 2. Runde | 3. Runde     | 3. Runde | Achtelfinale  | Achtelfinale  | Viertelfinale | Viertelfinale | Halbfinale    | Halbfinale    | Finale        | Finale        | Rang          |
| Athleten   | Wettbewerb | Gegner            | Ergebnis | Gegner      | Ergebnis | Gegner       | Ergebnis | Gegner        | Ergebnis      | Gegner        | Ergebnis      | Gegner        | Ergebnis      | Gegner        | Ergebnis      | Rang          |
| ---------- | ---------- | ----------------- | -------- | ----------- | -------- | ------------ | -------- | ------------- | ------------- | ------------- | ------------- | ------------- | ------------- | ------------- | ------------- | ------------- |
| Frauen     |            |                   |          |             |          |              |          |               |               |               |               |               |               |               |               |               |
| Ni Xialian | Einzel     | Caroline Kumahara | 4:3      | Shen Yanfei | 4:3      | Feng Tianwei | 2:4      | ausgeschieden | ausgeschieden | ausgeschieden | ausgeschieden | ausgeschieden | ausgeschieden | ausgeschieden | ausgeschieden | ausgeschieden |